# Jaz kozłowo-iglicowy

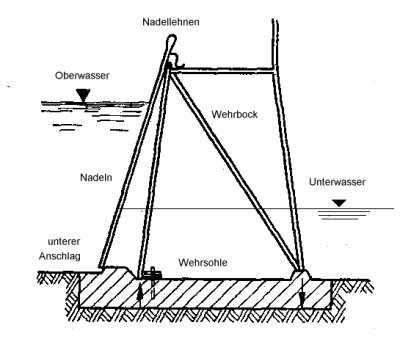
Przekrój przez jaz kozłowo-iglicowy

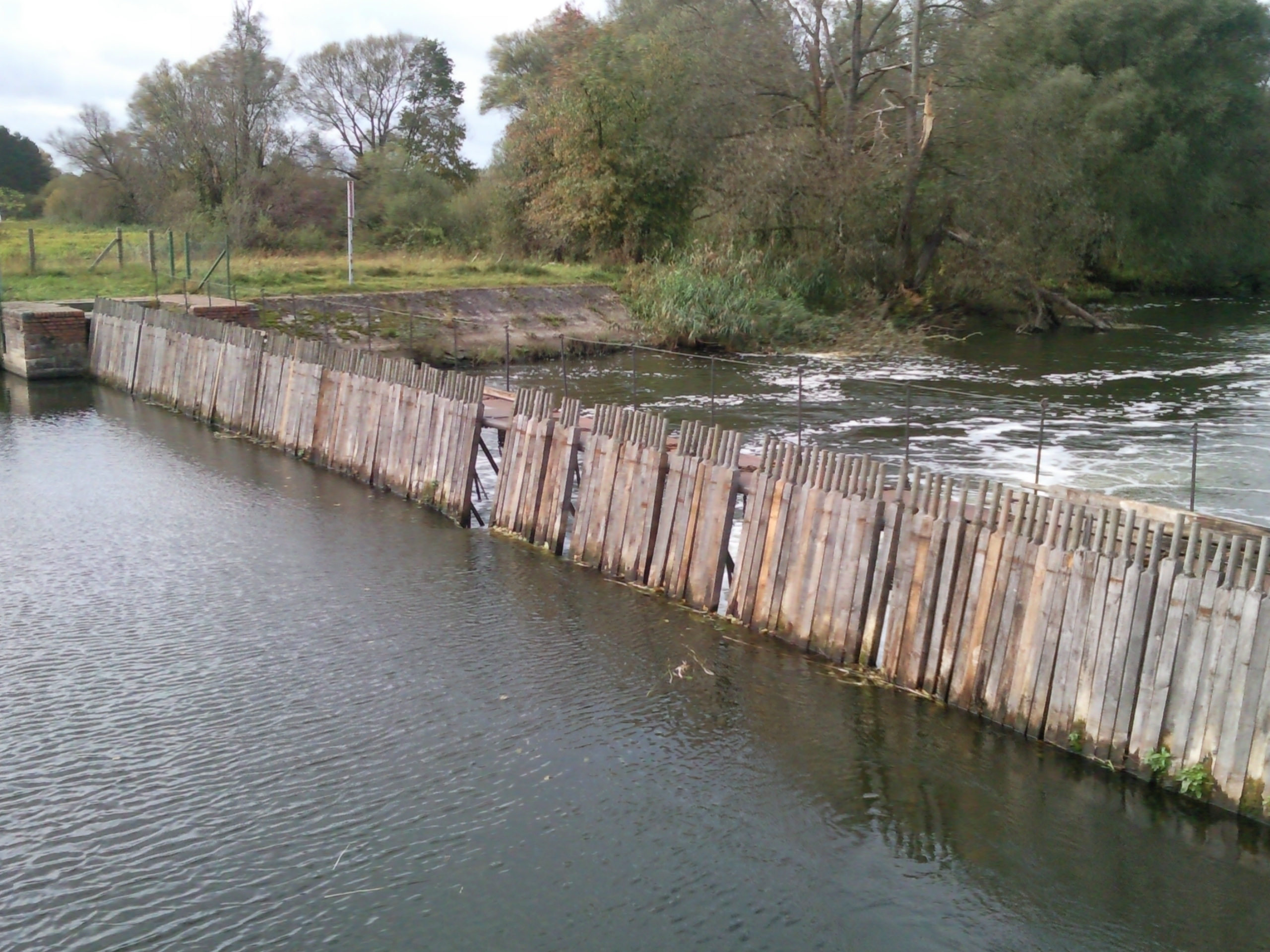
Zlikwidowany jaz kozłowo-iglicowy, Neubrück, Brandenburgia, stan 2011

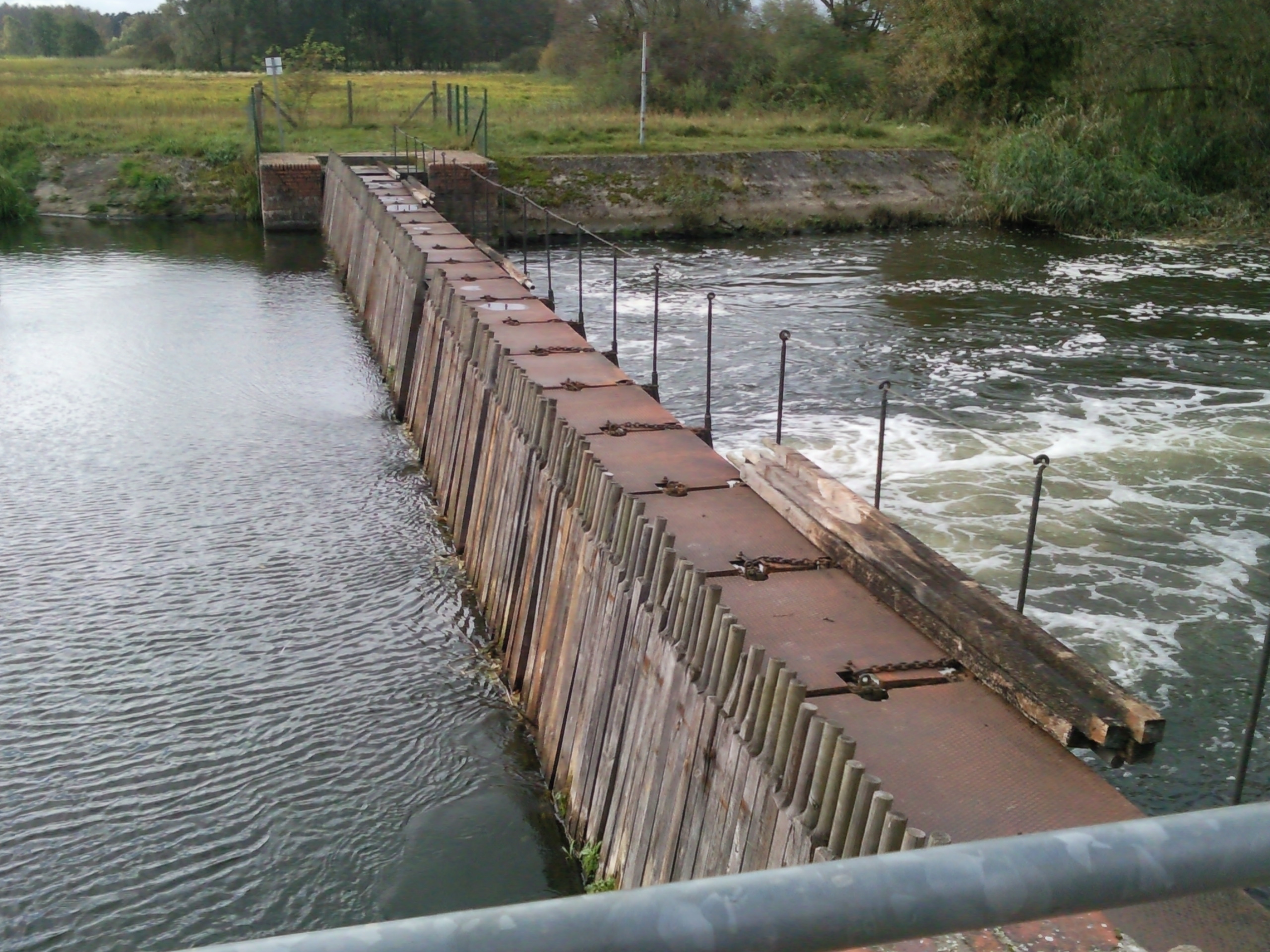
Zlikwidowany jaz kozłowo-iglicowy, widoczna estakada i beleczki – iglice, Neubrück, Brandenburgia, stan 2011

Jaz kozłowo-iglicowy – szczególna forma jazu służąca do spiętrzenia wody, której energia wykorzystywana była do napędzania młynów lub do podniesienia i utrzymania poziomu wody w celu utrzymania żeglowności powyżej jazu.
Jaz ten może być zbudowany ukośnie lub prostopadle do nurtu. Konstrukcja jazu nie pozwala na jego całkowite zamknięcie. Składa się on z szeregu drewnianych belek zwanych iglicami, o kwadratowym przekroju ok. 8 x 8 cm lub większym. Beleczki – iglice zakończone są walcowatym uchwytem. Pod wodą znajduje się kamienny lub betonowy próg (ponur), a w części nawodnej estakada. Przepływ wody regulowany jest poprzez układanie pionowo beleczek – iglic, tak aby ich dolny koniec opierał się o podwody próg (ponur), a górny, lekko odchylony od pionu w kierunku zgodnym z przepływem nurtu wody, o krawędź estakady. Poziom wody i wielkość przepływu reguluje się poprzez dodanie lub usunięcie beleczek, oraz poprzez regulowanie odstępu pomiędzy nimi. Czynności te wykonywane są ręcznie przez obsługę jazu.
Jazy tego typu, kiedyś popularne, obecnie są zachowywane głównie jako obiekty zabytkowe, np. jaz w Lucernie, gdzie reguluje on poziom wód Jeziora Czterech Kantonów lub zlikwidowany w latach 2015–2019 jaz w Brandenburgii na Sprewie koło miejscowości Neubrück, gdzie reguluje poziom wody na rzece pomiędzy jazem i śluzą w Beeskow a śluzą Neuhaus, tak aby rzeka była żeglowna.
W Polsce czynne jazy tego typu znajdują się między innymi we Wrocławiu – Jaz Psie Pole, ponadto funkcjonuje jaz kozłowo-iglicowy Ujście Nysy. Dwa inne wrocławskie jazy tego typu zostały przebudowane – Jaz Różanka w 1976 r., a Jaz Opatowice w 1985.

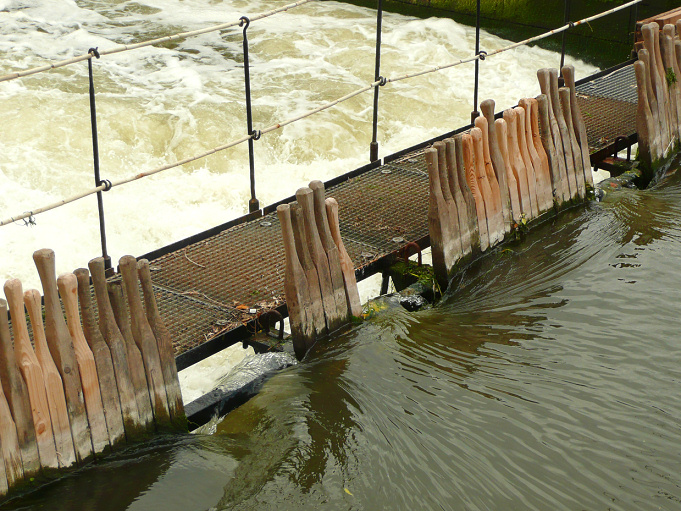
Jaz kozłowo-iglicowy w Hann. Münden
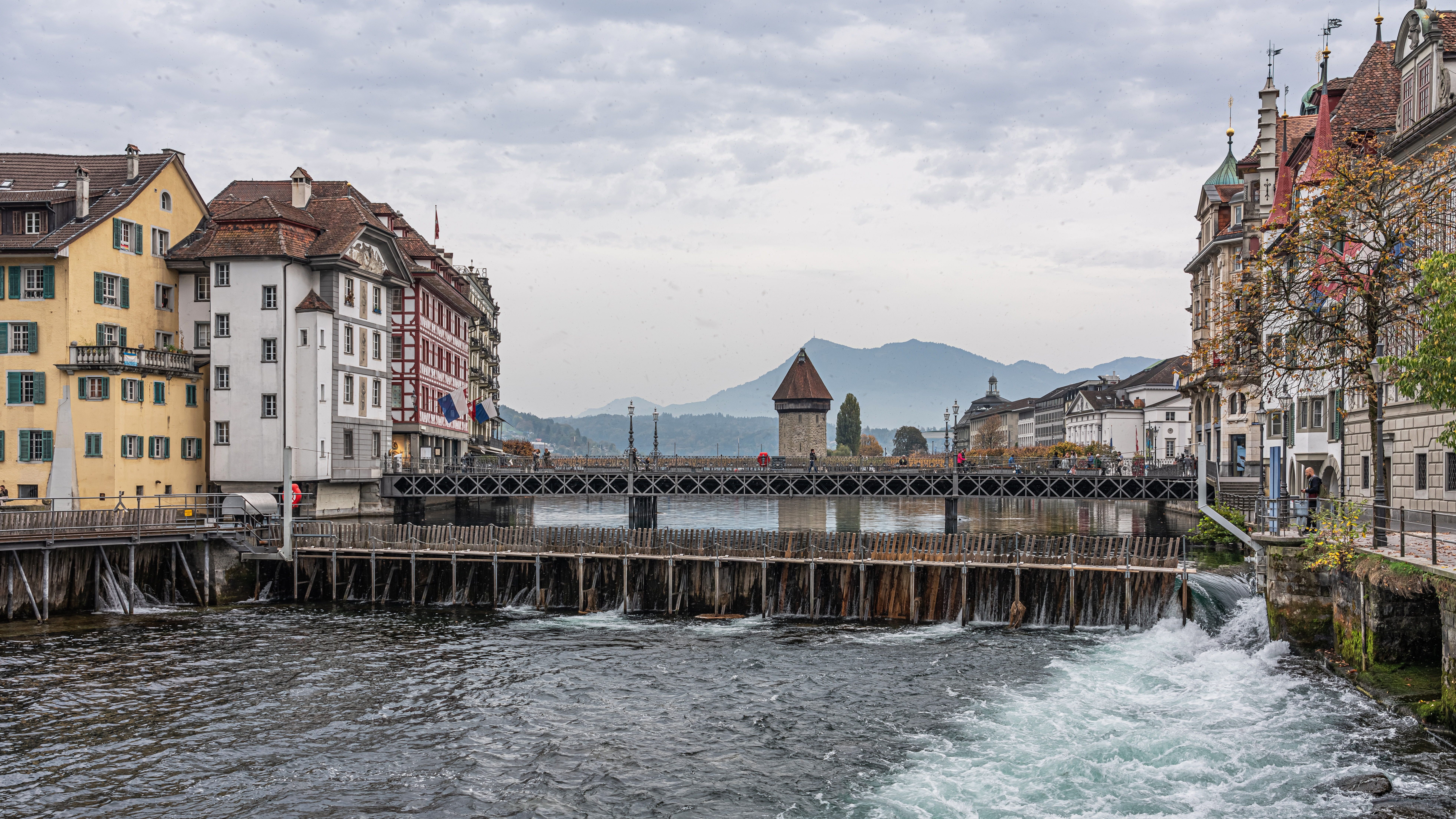
Zabytkowy jaz kozłowo-iglicowy w Lucernie
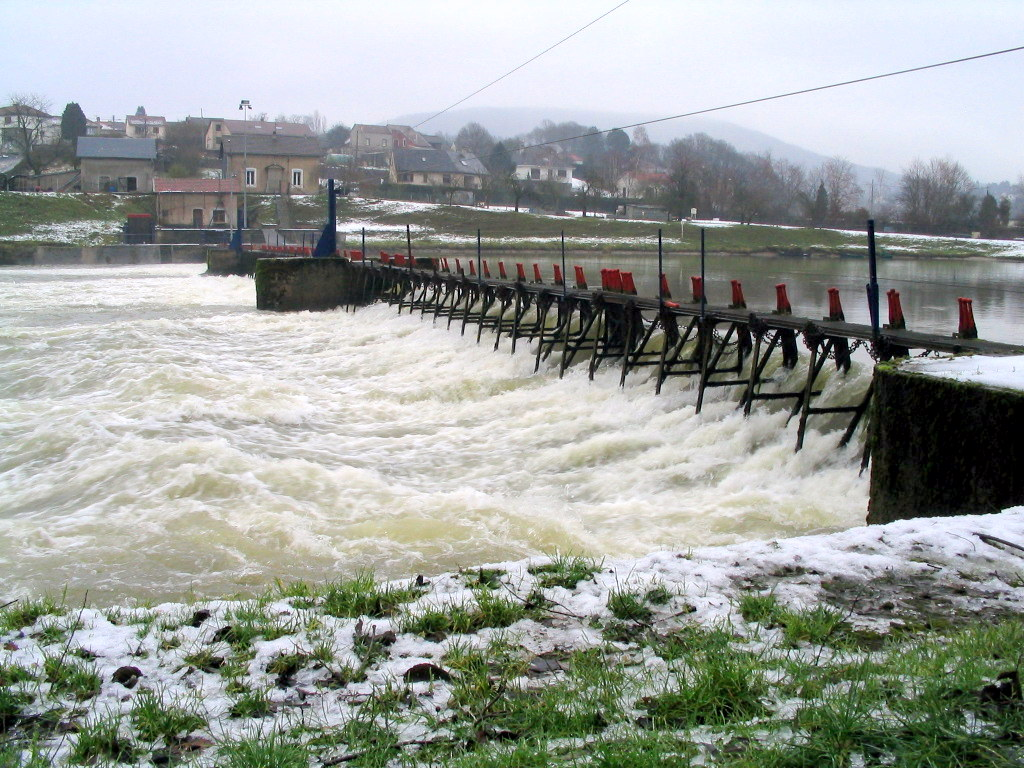
Jaz kozłowo-iglicowy w Maas
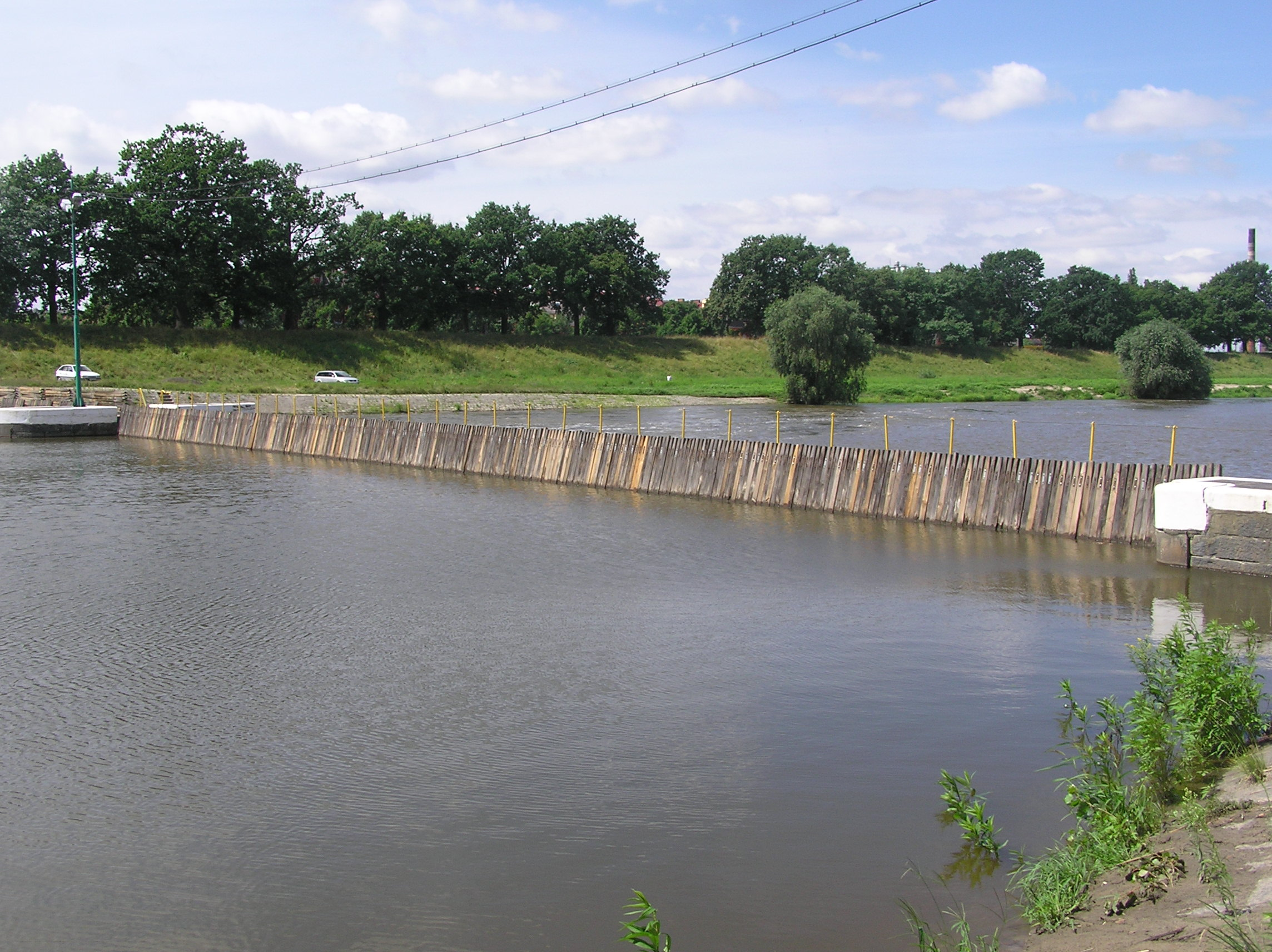
Jaz Psie Pole we Wrocławiu
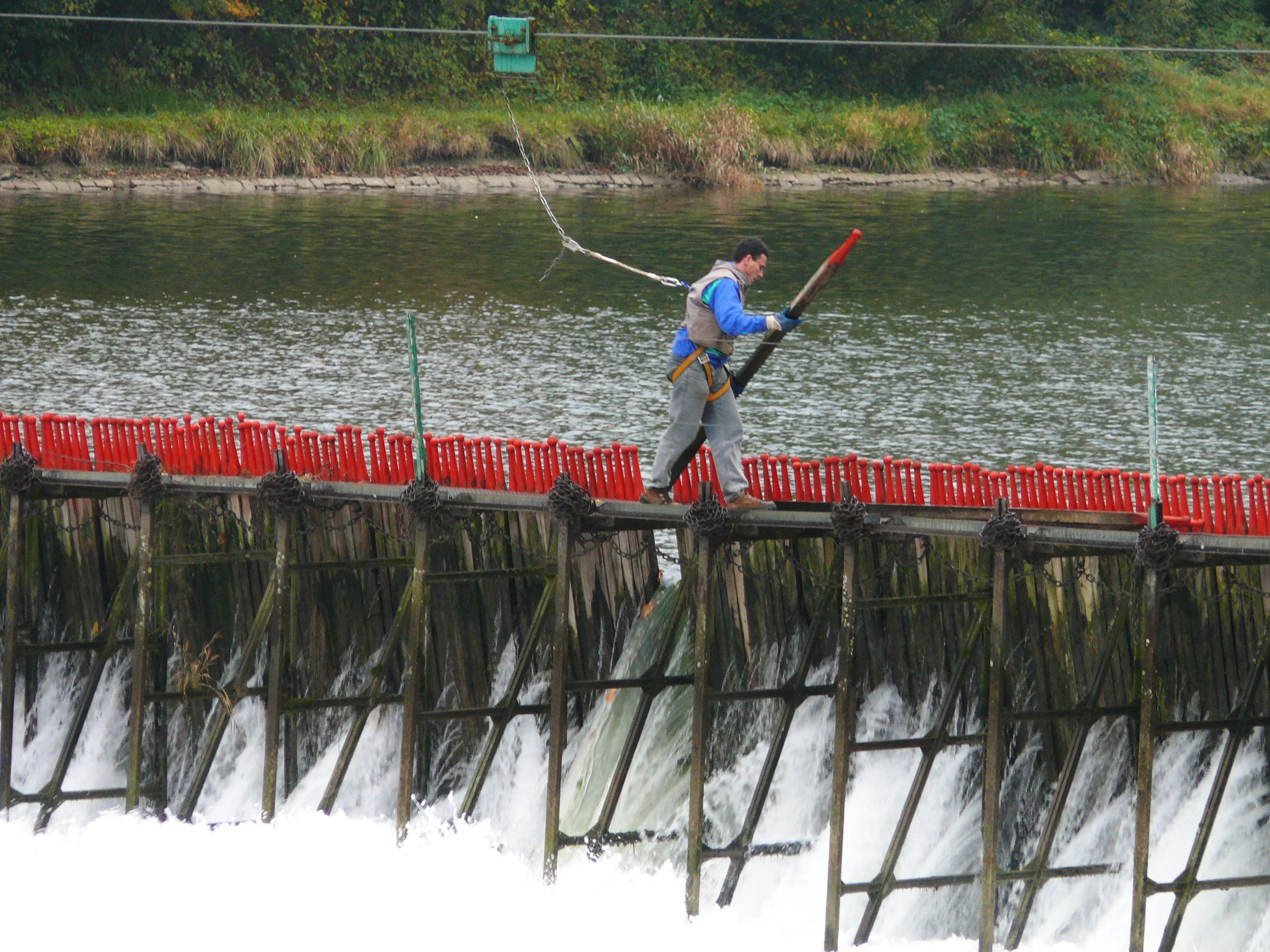
Givet, usuwanie "iglicy"